# Antípatro de Idumea
Antípatro I de Idumea (m. 43 a. C.) fue el fundador de la dinastía herodiana y padre de Herodes I el Grande. Según Flavio Josefo, fue hijo de Antipas y había llevado anteriormente ese nombre.
Natural de Idumea, al sureste de Judea, entre el mar Muerto y el golfo de Aqaba, que durante los tiempos bíblicos era conocida como la tierra de Edom, Antípatro se convirtió en un poderoso funcionario bajo los últimos reyes asmoneos y posteriormente en cliente del general romano Pompeyo el Grande cuando este conquistó Judea en nombre de la República romana.
Cuando Julio César venció a Pompeyo, rescató a César en Alejandría y fue nombrado ministro principal de Judea con el derecho de recaudar impuestos. Hizo finalmente a sus hijos Fasael y Herodes gobernadores de Jerusalén y Galilea respectivamente. Después del asesinato de César, se vio obligado a estar del lado de Cayo Casio Longino contra Marco Antonio. Su política prorromana le llevó a una creciente impopularidad entre los devotos judíos sin helenizar. Murió envenenado.
Su diplomacia e ingeniosa política, así como su influencia en la corte asmonea, allanaron el camino para el ascenso de su hijo Herodes, que utilizó esta posición para casarse con la princesa asmonea, Mariamna I, hacerse querer en Roma y devenir rey de Judea bajo la influencia romana.

## Antecedentes
Aunque los historiadores entienden que la familia de Antípatro se convirtió al judaísmo en el siglo II a. C. circularon diferentes historias cuando sus hijos llegaron al poder. Esto demuestra las tensiones que existían entre el pueblo judío y los poderosos idumeos que aparecen en este tiempo. Nicolás de Damasco, el historiador de la corte de Herodes, escribió que los antepasados de Herodes estaban entre la élite histórica de Jerusalén que habían sido llevados por el rey Nabucodonosor II a la cautividad babilónica en el siglo VI a. C. Reivindicar un puesto entre los judíos tan antiguos proporcionaba credibilidad para un rey pro-romano y helenizado como Herodes, ya que los judíos le despreciaban abiertamente. Flavio Josefo explica este hecho para criticar a su autor: Nicolás de Damasco escribió para complacer a Herodes, y lo haría a costa de la verdad.
En cambio, Josefo explica que la familia de Antípatro se convirtió al judaísmo durante la conversión forzosa que llevó a cabo Juan Hircano I. Hircano amenazó a los idumeos con que, si querían mantener sus tierras, debían circuncidarse y entrar en las tradiciones de los judíos. La conversión forzada no fue reconocida por la dominante comunidad farisea, por lo que aunque Antípatro y Herodes el Grande pueden considerarse judíos de fe, no pueden considerarse judíos por los judíos observantes y nacionalistas de Judea.
Antípatro se casó con Cipros, una noble nabatea, que le ayudó a ser aceptado por los nabateos. Su matrimonio le trajo una estrecha amistad con el rey Aretas III, con el que estaba emparentada Cipros. El matrimonio tuvo cuatro hijos: Fasael, Herodes, José, y Feroras, y una hija, Salomé.
Antípatro sirvió como gobernador de Idumea bajo el rey Alejandro Janneo y la reina Salomé Alejandra, padres de los herederos enfrentados, Hircano II y Aristóbulo II.

## En la corte asmonea
Antípatro sentó las bases para la ascensión de Herodes al trono de Judea, en parte a través de sus actividades en la corte de los asmoneos, y en parte por congraciarse con los romanos, que estaban convirtiéndose en el poder dominante en la región por esta época.
Poco después de que Hircano II sucediese a su madre como gobernante, fue inmediatamente atacado y derrotado por su hermano, accediendo a retirarse de la vida pública. Antípatro, que parece haber sucedido a su padre como gobernador de Idumea, tenía razones para temer que el rey Aristóbulo pudiera relevarle de su cargo.
Antípatro era conocido como hombre sedicioso y conflictivo, y explotó la débil voluntad de Hircano, en aras de su ambición. Tras la retirada de Hircano, Antípatro le persuadió para luchar contra su hermano por sus derechos, e incluso le convenció de que su hermano menor quería matarle. Luego intervino para que Hircano buscara la protección del rey árabe Aretas III de Petra. Ambos atacaron a Aristóbulo en Jerusalén, lo que llamó la atención del magistrado romano, Pompeyo, asignado a la provincia oriental del Mediterráneo.
Aunque Pompeyo y su lugarteniente Escauro se inclinaron inicialmente a favor de Aristóbulo, cuando los hermanos llevaron su caso adelante, les ordenó esperar. Aristóbulo, impaciente, provocó una ofensa política que llevó a Pompeyo a apoyar a Hircano.
Hircano se reveló ineficaz como administrador y recaudador de impuestos, por lo que Antípatro fue capaz de ganar una posición de influencia, y pronto ejerció la autoridad que pertenecía a Hircano. Antípatro reconoció el crecimiento del dominio romano en la región, y la explotó en su favor. Por su lealtad a Roma y su fiabilidad como estadista fue colocado a cargo de Judea, con responsabilidades y privilegios que incluían la mediación en los disturbios civiles y la recolección de impuestos.

## Procurador romano
Con Hircano establecido, Antípatro prosperó, y sentó las bases para lograr el éxito de su familia, moviéndose entre la élite romana. Cuando Julio César y Pompeyo lucharon en la guerra civil en Egipto, Pompeyo fue asesinado, y Antípatro prestó su apoyo a César. Mientras César sufría el asedio de Alejandría en 47 a. C., Antípatro le rescató con tres mil hombres. César, en agradecimiento, le elevó a la categoría de ciudadano romano, libre de impuestos, y le colmó de honores.
Más tarde, Antípatro proclamó su inquebrantable lealtad a los romanos, y César le nombró primer procurador romano de Judea. Esta situación permitió a los judíos un grado especial de protección y libertad para gobernarse. Josefo señala que Antípatro comenzó inmediatamente a reconstruir las murallas de Jerusalén que había destruido Pompeyo.
Por este tiempo llegó el legado decisivo de Antípatro, ya que hizo gobernador de Jerusalén a su hijo Fasael, y a Herodes, gobernador de Galilea, al norte de Samaria, entre el mar de Galilea y el Mediterráneo.

## Asesinato y legado
Tras el asesinato de Julio César, Antípatro fue obligado a ponerse del lado de Casio contra Marco Antonio. Cuando Casio llegó a Siria para reunir tropas, comenzó a exigir duros tributos. Casio pidió setecientos talentos a Judea, cuyo coste repartió Antípatro entre sus hijos. Un aristócrata llamado Malico fue el encargado de la recaudación. Sin embargo, Malico despreciaba a Antípatro, y deseaba su asesinato, que intentó en varias ocasiones, hasta que consiguió que los coperos de Hircano le envenenaran.